# 東則正
東 則正（ひがし のりまさ、1886年1月11日 - 1976年4月27日）は、大正から昭和初期にかけてのジャーナリスト、実業家。政治団体東方会の設立者のひとり。

## 経歴
京都府愛宕郡八瀬村（現・京都市左京区八瀬）に生まれる。代々天皇家に奉仕する八瀬童子の出身。早稲田大学卒業後、大東汽船へ入社、中国に渡る。後に時事新報特派員となり、宋教仁、孫文、黄興、蔣介石らと親交を結ぶ。大正5年に中野正剛らと東方会を設立、雑誌「東方時論」を発行。大正8年に東方会を離脱、以後は実業家として活躍。戦後は八瀬にて余生を送った。

## 著書
- 『中部支那経済調査』（1915年）
- 『葦の一穂』（巧美堂、1973年）